# 10 Волопаса
10 Волопаса (лат. 10 Boötis, HD 121996) — двойная звезда в созвездии Волопаса на расстоянии приблизительно 528 световых лет (около 162 парсеков) от Солнца. Видимая звёздная величина звезды — +5,748m.

## Характеристики
Первый компонент — белая звезда спектрального класса A0Vs, или A0. Масса — около 3,835 солнечных, радиус — около 4,139 солнечных, светимость — около 113,449 солнечных. Эффективная температура — около 9281 K.
Второй компонент — красный карлик спектрального класса M. Масса — около 237,5 юпитерианских (0,2267 солнечной). Удалён на 2,341 а.е..